# Pteropus insularis
Pteropus insularis es una especie de murciélago de la familia Pteropodidae.

## Distribución geográfica
Es  endémica de las islas Chuuk y Namonuito en Micronesia.

## Hábitat
Su hábitat natural son: zonas tropicales o subtropicales, de bosques áridos.

## Estado de conservación
Se encuentra amenazada de extinción por la pérdida de su hábitat natural.